# Arquebisbat de Cuenca

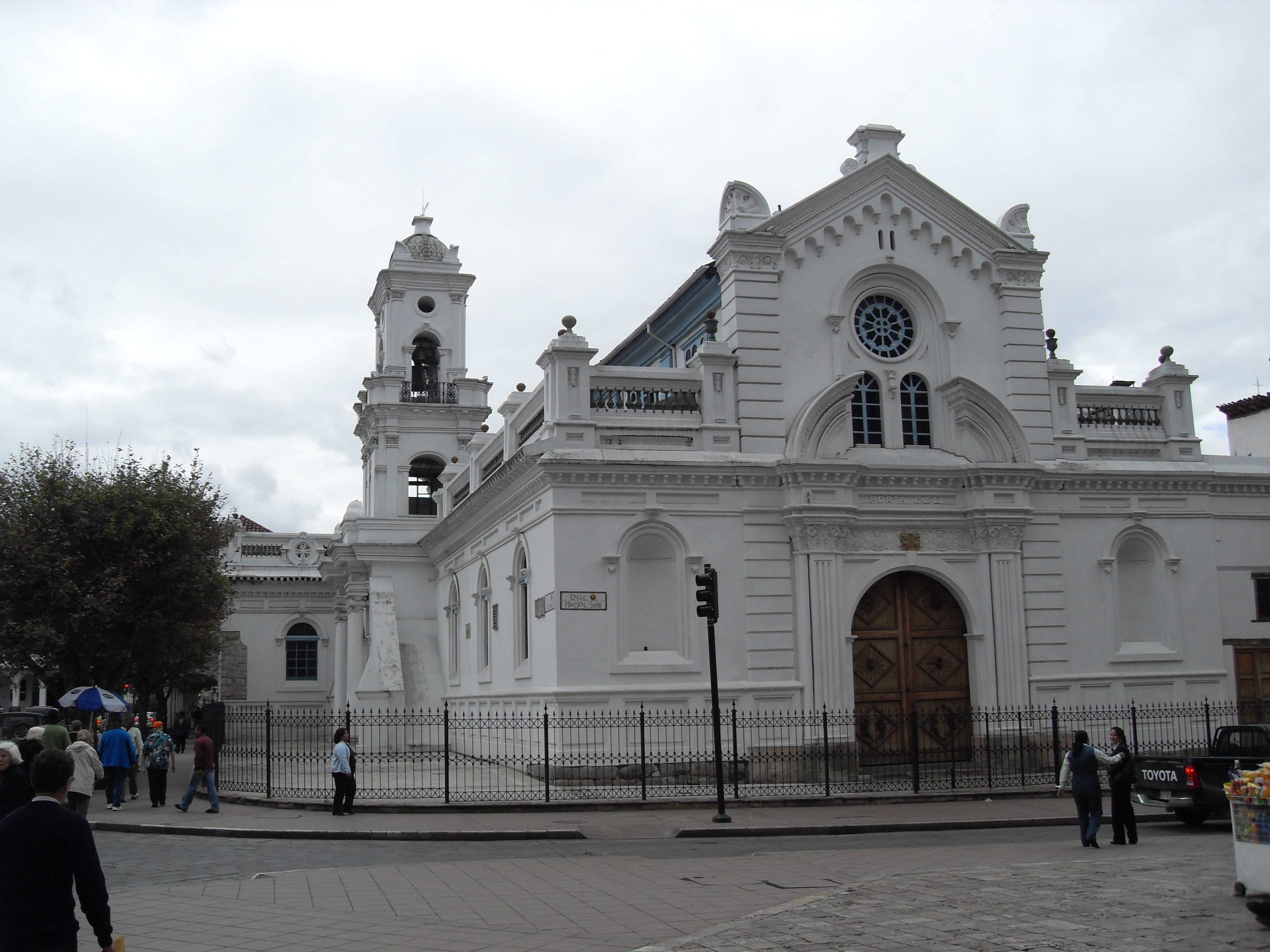
La Iglesia del Sagrario, ex catedral de l'arxidiòcesi.

L'arquebisbat de Cuenca (castellà: Archidiocesis de Cuenca); llatí: Archidioecesis Conchensis in Aequatore) és una seu metropolitana de l'Església catòlica a l'Equador.
Al 2021 comptava amb 727.484 batejats d'un total de 909.356 habitants. Actualment està regida per l'arquebisbe Marcos Aurelio Pérez Caicedo.

## Territori
L'arxidiòcesi comprèn la província equatoriana d'Azuay.
La seu episcopal és la ciutat d'Cuenca, on es troba la catedral de la Immaculada Concepció. També s'hi troba l'ex catedral avui "Iglesia del Sagrario".
A l'arquebisbat a més es troben les basíliques menors de la Santíssima Trinitat a Cuenca, i la de Nostra Senyora del Perpetu Socors a Gualaceo.
El territori s'estén sobre 8.010 km² i està dividit en 83 parròquies, agrupades en quatre vicaries zonals: Urbana, Suburbana, Oriental i del Sud.

### Província eclesiàstica
La província eclesiàsticaa de Cuenca, instituïda el 1957, comprèn les següents sufragànies:
- el bisbat de Azogues, erigida el 26 de juny de 1968;
- el bisbat de Loja, erigida el 29 de desembre de 1862;
- el bisbat de Machala, instituïda com a prelatura territorial d'El Oro el 26 de juliol de 1954, elevada al rang de diòcesi amb el nom actual el 31 de gener de 1969.

## Història
Mentre va tenir vigència el govern espanyol, durant la Colònia, l'Església va estar estretament lligada a les polítiques i lleis emanades de la monarquia espanyola, sota la responsabilitat del patronat regi. El cabildo de la ciutat de Conca va començar a complir les seves obligacions patronals a partir del 21 d'agost de 1557, designant el majordom de la santa Església, encarregat de: cobrir les despeses del culte religiós ; la construcció de l'edifici de l'església i l'administració dels béns eclesiàstics.
El virrei Andrés Hurtado de Mendoza, marquès de Cañete, va fer mercè de 1000 pesos perquè es comencés a construir l'església major , en vista que encara no comptava amb les rendes provinents de delmes.
La diòcesi de Conca va ser erigida el 16 de gener de 1769 pel papa Climent XIII, mitjançant una butlla confirmada pel rei Carles III d'Espanya per una reial cèdula donada a Aranjuez el 13 de juny de 1773, obtenint el territori de la diòcesi de Quito (avui arxidiòcesi). Originalment va ser sufragània de l'arxidiòcesi de Lima. El primer bisbe de Conca va ser José de Carrión i Marfil , qui va ser triat el 18 de desembre de 1786. L'antiga església matriu va ser erigida com a catedral de la diòcesi.
El 28 de maig de 1803 va cedir una porció del seu territori (corresponent a part de la Comandància General de Maynas) per a l'erecció de la diòcesi de Maynas (avui bisbat de Chachapoyas).
El 29 de gener de 1837 va cedir una porció del seu territori per a l'erecció de la diòcesi de Guayaquil) mitjançant la butlla In supremo beati del papa Gregori XVI.
De 1818 a 1848 la seu va estar vacant de facto a causa del reclam del govern republicà d'exercir el dret de patronat. Els bisbes elegits per la Santa Seu no van poder exercir el govern de la diòcesi. Des de 1838 el govern havia imposat per a la diòcesi de Conca a Pedro Antonio Torres, qui va ser elegit bisbe recentment en 1843, però va dimitir a l'any següent. En 1847 el govern va proposar a José Manuel De Plaza, qui va ser triat bisbe el 1848.
El 13 de gener de 1848 la diòcesi de Conca va passar a formar part de la província eclesiàstica de l'arxidiòcesi de Quito.
El 29 de desembre de 1862 va cedir una altra porció del seu territori per a l'erecció de la diòcesi de Loja.
El 1890 el bisbe Miguel León Garrido va ser suspès canònicament del govern de la diòcesi, perquè amb una actitud intransigent que semblava anacrònica havia provocat un escàndol, arribant a excomunicar el president de la república.
El 9 d'abril de 1957 la seu de Cuenca va ser elevada al rang d'arxidiòcesi metropolitana amb la butlla Quasi mater del papa Pius XII, en commemorar-se els 400 anys de la fundació de la Conca, amb l'aprovació del president Camilo Ponce Enríquez. Manuel de Jesús Serrano Abad, que era el bisbe de Cuenca, va passar a ser el primer arquebisbe.
El 29 de desembre de 1957, en virtut del decret Maiori animarum de la Congregació Consistorial, va cedir a la diòcesi de Riobamba el territori corresponent als cantons d'Alausí i Chunchi de la província de Chimborazo.
El 26 de juny de 1968 va cedir una altra porció del seu territori per a l'erecció de la diòcesi d'Azogues mitjançant la butlla Quo magis Christi fidelium del papa Pau VI.

## Cronologia episcopal
- José Carrión y Marfil † (18 de desembre de 1786 - 3 de juliol de 1798 nomenat bisbe de Trujillo)
- José Cuero y Caicedo † (3 de juliol de 1798 - 23 de desembre de 1801 nomenat arquebisbe de Quito)
- Francisco Javier Fita y Carrión (y Lafita) † (28 de març de 1803 - 24 de maig de 1804 mort)
- Andrés Quintián Ponte de Andrade † (9 de setembre de 1805 - 24 de juny de 1813 mort)
- José Ignacio Cortázar y Labayen † (15 de març de 1815 - 16 de juliol de 1818 mort)
  - Sede vacante (1818-1827)
- Félix Calixto Miranda y Suárez de Figueroa † (21 de maig de 1827 - 1829 mort)
  - Sede vacante (1829-1848)
  - Pedro Antonio Torres † (27 de gener de 1843 - 15 d'abril de 1844 renuncià[10]) (bisbe electe)
- José Manuel Plaza de la Tejera, O.F.M. † (3 de juliol de 1848 - 18 de setembre de 1853 mort)
  - Sede vacante (1853-1861)
  - Liberato Fernández García † (21 de desembre de 1857 - 1858 renuncià) (bisbe electe)
- Remigio Estévez de Toral † (22 de juliol de 1861 - 9 de maig de 1883 mort)
- Miguel León Garrido † (13 de novembre de 1884 - 31 de març de 1900 mort)
  - Sede vacante (1900-1907)
- Manuel María Pólit † (11 de gener de 1907 - 7 de juny de 1918 nomenat arquebisbe de Quito)
- Daniel Hermida Ortega † (12 de maig de 1918 - 30 de setembre de 1956 mort)
- Manuel de Jesús Serrano Abad † (16 de novembre de 1956 - 21 d'abril de 1971 mort)
- Ernesto Álvarez Álvarez, S.D.B. † (21 d'abril de 1971 succeduto - 21 de juliol de 1980 renuncià)
- Luis Alberto Luna Tobar, O.C.D. † (7 de març de 1981 - 15 de febrer de 2000 jubilat)
- Vicente Rodrigo Cisneros Durán † (15 de febrer de 2000 - 20 d'abril de 2009 jubilat)
- Luis Gerardo Cabrera Herrera, O.F.M. (20 d'abril de 2009 - 24 de setembre de 2015 nomenat arquebisbe de Guayaquil)
- Marcos Aurelio Pérez Caicedo, des del 20 de juny de 2016

## Estadístiques
A finals del 2021, la diòcesi comptava amb 727.484 batejats sobre una població de 909.356 persones, equivalent al 80,0% del total.
| any  | població | població | població | sacerdots | sacerdots       | sacerdots       | sacerdots             | diàques | religiosos | religiosos | parroquies |
| ---- | -------- | -------- | -------- | --------- | --------------- | --------------- | --------------------- | ------- | ---------- | ---------- | ---------- |
| any  | batejats | total    | %        | total     | clergat secular | clergat regular | batejats por sacerdot | diàques | homes      | dones      |            |
| 1950 | 498.000  | 500.000  | 99,6     | 156       | 104             | 52              | 3.192                 |         | 47         | 200        | 64         |
| 1966 | 370.000  | 381.602  | 97,0     | 156       | 91              | 65              | 2.371                 |         | 134        | 352        | 58         |
| 1970 | 450.750  | 450.758  | 100,0    | 121       | 70              | 51              | 3.725                 |         | 72         | 293        | 48         |
| 1976 | 364.952  | 365.704  | 99,8     | 102       | 54              | 48              | 3.577                 |         | 56         | 307        | 57         |
| 1980 | 368.239  | 369.895  | 99,6     | 102       | 52              | 50              | 3.610                 |         | 59         | 219        | 58         |
| 1990 | 600.000  | 645.000  | 93,0     | 111       | 52              | 59              | 5.405                 |         | 101        | 344        | 64         |
| 1999 | 608.000  | 653.000  | 93,1     | 105       | 64              | 41              | 5.790                 |         | 100        | 366        | 71         |
| 2000 | 619.000  | 665.000  | 93,1     | 118       | 65              | 53              | 5.245                 | 5       | 86         | 366        | 71         |
| 2001 | 590.900  | 635.400  | 93,0     | 125       | 73              | 52              | 4.727                 | 8       | 94         | 324        | 70         |
| 2002 | 627.000  | 660.000  | 95,0     | 112       | 72              | 40              | 5.598                 | 8       | 63         | 277        | 70         |
| 2003 | 570.000  | 599.546  | 95,1     | 114       | 75              | 39              | 5.000                 | 6       | 63         | 271        | 74         |
| 2004 | 595.388  | 626.250  | 95,1     | 120       | 78              | 42              | 4.961                 | 6       | 59         | 319        | 75         |
| 2006 | 604.000  | 635.000  | 95,1     | 118       | 79              | 39              | 5.118                 | 6       | 53         | 245        | 78         |
| 2013 | 670.000  | 705.000  | 95,0     | 104       | 75              | 29              | 6.442                 | 11      | 63         | 269        | 81         |
| 2016 | 587.250  | 753.500  | 77,9     | 83        | 77              | 6               | 7.075                 | 11      | 33         | 250        | 81         |
| 2019 | 606.800  | 778.600  | 77,9     | 120       | 75              | 45              | 5.056                 | 10      | 54         | 159        | 82         |
| 2021 | 727.484  | 909.356  | 80,0     | 117       | 71              | 46              | 6.217                 | 9       | 60         | 174        | 83         |